# Un hombre llamado Noon
Un hombre llamado Noon é um filme espanhol de 1973, do gênero faroeste, dirigido por Peter Collinson, com roteiro de Scott Finch baseado no romance de Louis L’Amour.

## Elenco
- Richard Crenna....... Noon
- Stephen Boyd....... Rimes
- Rosanna Schiaffino....... Fan Davidge
- Farley Granger....... Juiz Niland
- Patty Shepard....... Peg Cullane
- Ángel del Pozo....... Ben Janish (como Angel del Pozo)
- Howard Ross....... Bayles
- Aldo Sambrell....... Kissling
- José Jaspe....... Henneker (como Jose Jaspe)
- Charly Bravo....... Lang (como Charlie Bravo)
- Ricardo Palacios.......... Brakeman
- Fernando Hilbeck....... Ford
- José Canalejas....... Cherry
- Julián Ugarte....... Christobal
- Barta Barri....... mexicano